# Одигитриевская церковь (Барнаул)
Одиги́триевская це́рковь — разрушенный в 1935 году православный храм в Барнауле.
В 1795 году на месте деревянной церкви, построенной в 1759 году в самом начале Московского переулка (ныне проспект Ленина), была заложена каменная церковь на средства купца И. Пуртова.
Строительство завершилось в 1815 году, здание было «двухэтажным, крыша железная, покрыта зелёной краской, утварью достаточное». Эту церковь называли в Барнауле «купеческой» — по месту расположения у Торговой площади, и потому, что церковными старостами в ней были долгое время представители купеческого рода Суховых.
В 1914 году церковь посещали около 1300 прихожан, при ней действовали церковно-приходская женская школа и школа грамоты.
После 1935 года здание было разобрано. От усадьбы храма остались сквер и искажённое перестройками церковное гостиничное здание. Ныне в нём размещаются магазины.